# Olive Kigongo
Olive Zaitun Kigongo (nhũ danh Olive Makambera) (sinh năm 1964), là một nữ doanh nhân và giám đốc điều hành công ty người Uganda. Bà là chủ tịch và giám đốc điều hành (CEO) của Phòng Thương mại và Công nghiệp Quốc gia Uganda.

## Bối cảnh và thời thơ ấu
Olive được sinh ra ở quận Mbarara, ở khu vực phía tây của Uganda. Năm 1987, một năm sau khi Phong trào kháng chiến quốc gia (NRM) chiếm được quyền lực ở Uganda, Olive gặp Al Hajji Moses Kigongo, phó chủ tịch của NRM và hai người bắt đầu sống cùng nhau. Moses cung cấp tài nguyên và Olive giám sát việc xây dựng một khu dân cư tại 13 Kololo Hill Drive, trong khu phố cao cấp của Kololo, tại thủ đô Kampala của Uganda. Năm 1990, ba năm kể từ khi bắt đầu xây dựng, ngôi nhà đã được hoàn thành. Hai người dọn vào nơi cư trú và bắt đầu phát triển gia đình.

## Sự nghiệp
Năm 2002, Olive Zaitun Kigongo được bầu làm chủ tịch phụ nữ đầu tiên của Phòng Thương mại và Công nghiệp Quốc gia Uganda. Tính đến tháng 1 năm 2018, bà vẫn là người lãnh đạo của tổ chức, được thành lập vào năm 1933, mặc dù khả năng lãnh đạo của bà đã bị chỉ trích và thách thức.

## Gia đình
Olive Kigongo đã sống cùng trong hơn 26 năm với Moses Kigongo, một chính trị gia cao cấp trong đảng chính trị Quốc gia cầm quyền. Bà là mẹ của năm đứa con. Theo giấy tờ của tòa án, vào năm 1992, cặp vợ chồng đã thực hiện một nghi thức đám cưới được gọi là Okuhingira, tại nhà của cha mẹ cô ở miền Tây Uganda, tuy nhiên Al Hajji Moses Saku Kigongo không cho là như vậy. Bà đổi tên từ Olive Makambera thành Olive Kigongo. Cặp đôi này dần có sự khác biệt trong mối quan hệ kinh doanh và cá nhân của họ, họ ly thân và sau đó kiện nhau. Các vụ kiện vẫn đang diễn ra trong hệ thống tòa án Uganda.